# Lisuo Lahuzu Xiang
Lisuo Lahuzu Xiang (kinesiska: 力所, 力所拉祜族乡) är en socken i Kina. Den ligger i provinsen Yunnan, i den sydvästra delen av landet, omkring 420 kilometer sydväst om provinshuvudstaden Kunming. Antalet invånare är 11 899. Befolkningen består av 5 685 kvinnor och 6 214 män. Barn under 15 år utgör 21,0 %, vuxna 15-64 år 73 %, och äldre över 65 år 4,0 %.
Genomsnittlig årsnederbörd är 1 554 millimeter. Den regnigaste månaden är juli, med i genomsnitt 417 mm nederbörd, och den torraste är februari, med 3 mm nederbörd.